# Torneo de Queen's Club 2015
El AEGON Championships 2015 es un torneo de tenis del ATP Tour 2015. El torneo tendrá lugar en la ciudad de Londres, Reino Unido, desde el 15 de junio hasta el 21 de junio, de 2015. El torneo es un evento correspondiente al ATP World Tour 500.

## Cabeza de serie

### Individual
| Tenista            | Ranking | Preclasificada |
| Andy Murray        | 3       | 1              |
| Stanislas Wawrinka | 4       | 2              |
| Milos Raonic       | 8       | 3              |
| Marin Čilić        | 9       | 4              |
| Rafael Nadal       | 10      | 5              |
| Grigor Dimitrov    | 11      | 6              |
| Gilles Simon       | 13      | 7              |
| Feliciano López    | 14      | 8              |

- Ranking del 8 de junio de 2015

### Dobles masculinos
| Tenista                             | Ranking | Preclasificada |
| Alexander Peya Bruno Soares         | 28      | 1              |
| Marcin Matkowski Nenad Zimonjić     | 31      | 5              |
| Daniel Nestor Leander Paes          | 47      | 3              |
| Pierre-Hugues Herbert Nicolas Mahut | 51      | 4              |

## Campeones

### Individuales
Andy Murray venció a  Kevin Anderson por 6-3, 6-4

### Dobles
Pierre-Hugues Herbert /  Nicolas Mahut vencieron a  Marcin Matkowski /  Nenad Zimonjić por 6-2, 6-2